# Slimane

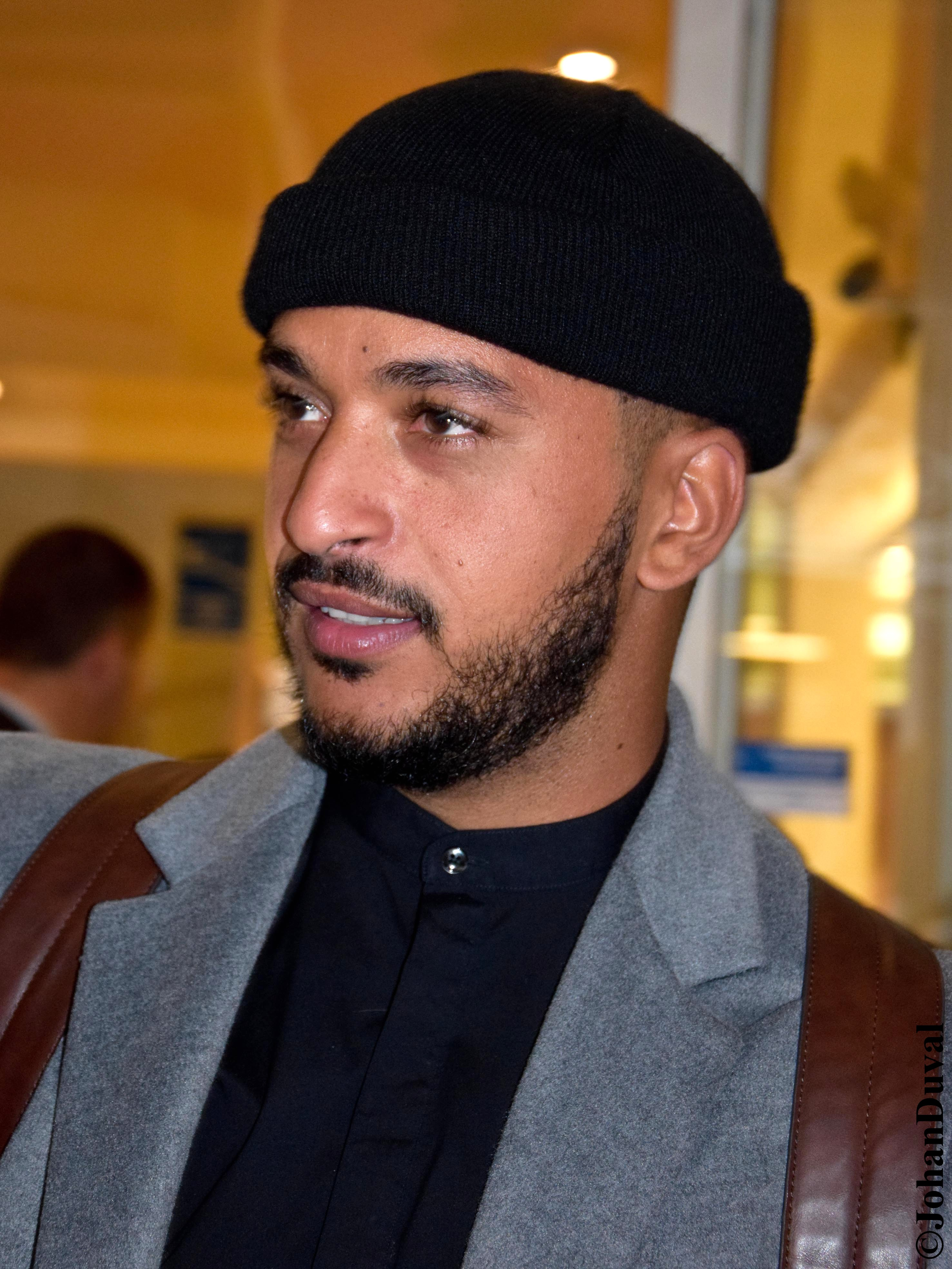
Slimane, 2016

Slimane (* 13. Oktober 1989 in Chelles, Seine-et-Marne; eigentlich Slimane Nebchi) ist ein französischer Popsänger. 2016 gewann er die fünfte Staffel von The Voice: la plus belle voix, die französische Ausgabe von The Voice. Er nahm für Frankreich beim Eurovision Song Contest 2024 in Malmö mit Mon amour teil und erreichte den vierten Platz.

## Biografie
Slimane entstammt einer algerischen Familie, die aus Bouchagroune im Regierungsbezirk (Wilaya) von Biskra kommt. Er hat einen jüngeren Bruder und zwei jüngere Schwestern. Bereits in der Schulzeit schloss er sich einem Gospelchor an. Nach dem Abitur (Baccalauréat) besuchte er über drei Jahre hinweg mehrere Musikschulen und sang nebenher in Bars im Pariser Vergnügungsviertel Pigalle.
Ab 2009 nahm er erfolglos an verschiedenen Castingshows wie X Factor und Nouvelle Star teil. Parallel dazu eröffnete er auch einen YouTube-Kanal, wo er eigene Aufnahmen veröffentlichte. Er verdiente seinen Lebensunterhalt in Paris unter anderem als Musicalsänger. Mit 26 Jahren entschloss er sich noch einmal zur Teilnahme an der Castingshow The Voice. Mit seiner Version von À fleur de toi von Vitaa schaffte er es in den Auditions ins Team von Florent Pagny. Er überstand die ersten Runden und wurde dann vom Publikum bis ins Finale gewählt. Dort gewann er mit 33 % der Stimmen vor den drei Mitbewerbern. Mit seiner ersten Single Paname hatte er direkt im Anschluss einen Top-10-Hit. À fleur de toi wurde ein weiterer Hit.
Sein Debütalbum À bout de rêves stieg einige Wochen später auf Platz 1 ein. Zwei Jahre hielt es sich in den Charts und erhielt für 200.000 verkaufte Einheiten Doppelplatin. Auch in den französischsprachigen Nachbarländern war er erfolgreich und erreichte auch im wallonischen Belgien Platz 1. Es folgten weitere Projekte wie eine Coverversion für ein Gedenkalbum an den Anfang 2016 verstorbenen Sänger Michel Delpech und ein Duett mit der R&B-Sängerin Léa Castel.
Anfang 2018 wurde Slimane selbst Coach bei The Voice Belgique. Wenig später folgte sein zweites Album Solune, das in Belgien wieder Platz 1 und in Frankreich Platz 2 erreichte. Im Mai nahm er zusammen mit vier anderen französischen Musikern das Lied Bella ciao auf. Es war in Frankreich die erfolgreichste Version des Sommerhits, sie kam auf Platz 2 und erreichte Platinstatus. Es folgten Duette mit Vitaa und mit Jenifer Bartoli, die ebenfalls in den Charts erfolgreich waren.

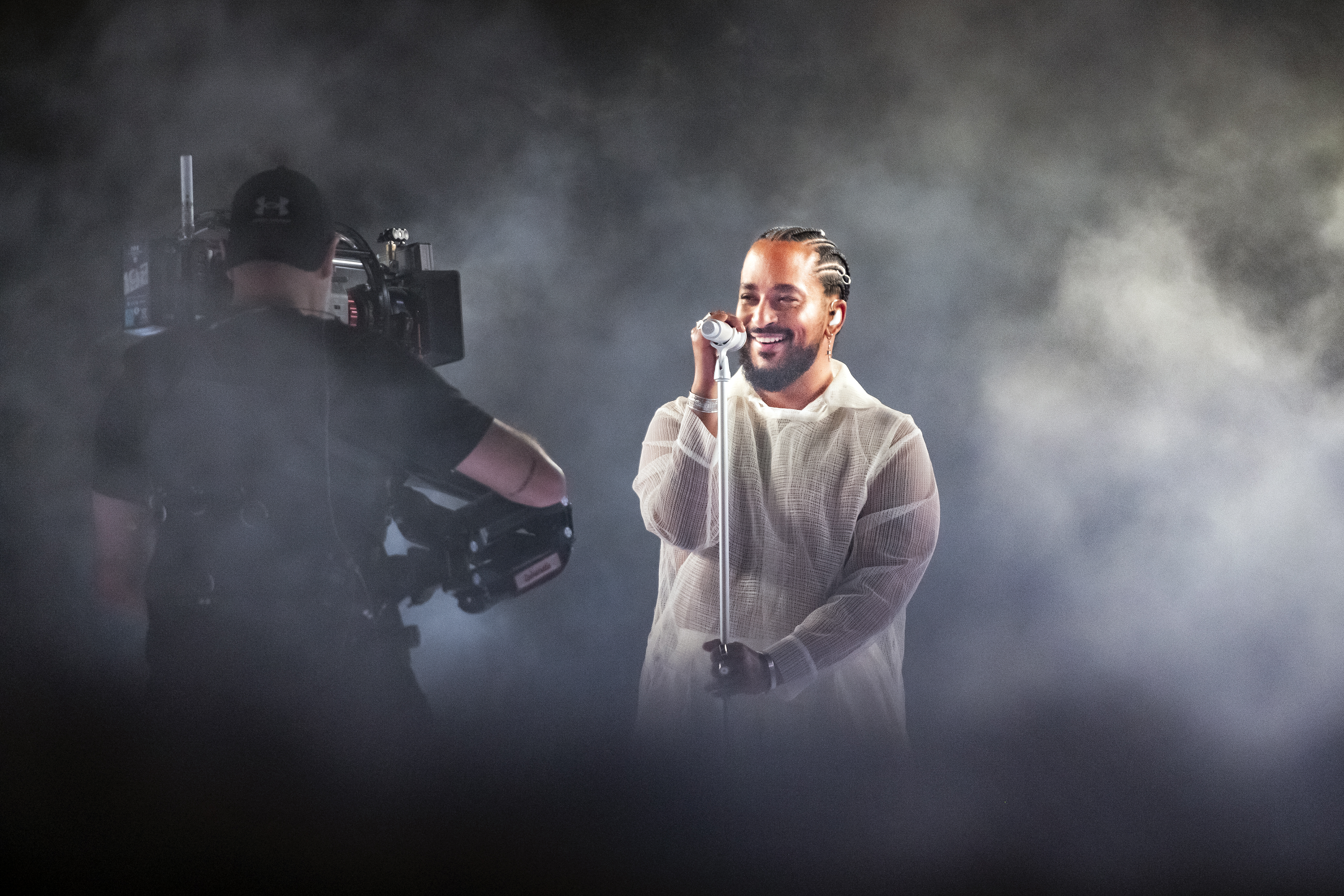
Slimane im Halbfinale des ESC 2024

Am 8. November 2023 gab der französische Fernsehsender France Télévisions bekannt, dass Slimane für Frankreich am Eurovision Song Contest 2024 in Malmö teilnehmen werde. Mit seinem Lied Mon Amour belegte er im Finale am 11. Mai 2024 den vierten Platz.

## Diskografie

### Alben
| Jahr | Titel Musiklabel                           | Höchstplatzierung, Gesamtwochen, AuszeichnungChartplatzierungen (Jahr, Titel, Musiklabel, Platzierungen, Wochen, Auszeichnungen, Anmerkungen) | Höchstplatzierung, Gesamtwochen, AuszeichnungChartplatzierungen (Jahr, Titel, Musiklabel, Platzierungen, Wochen, Auszeichnungen, Anmerkungen) | Höchstplatzierung, Gesamtwochen, AuszeichnungChartplatzierungen (Jahr, Titel, Musiklabel, Platzierungen, Wochen, Auszeichnungen, Anmerkungen) | Höchstplatzierung, Gesamtwochen, AuszeichnungChartplatzierungen (Jahr, Titel, Musiklabel, Platzierungen, Wochen, Auszeichnungen, Anmerkungen) | Höchstplatzierung, Gesamtwochen, AuszeichnungChartplatzierungen (Jahr, Titel, Musiklabel, Platzierungen, Wochen, Auszeichnungen, Anmerkungen) | Anmerkungen                                     | [↑]: gemeinsam behandelt mit vorhergehendem Eintrag; [←]: in beiden Charts platziert |
| Jahr | Titel Musiklabel                           | DE | AT | CH | FR | BEW | Anmerkungen                                     |                                                                                      |
| ---- | ------------------------------------------ | --- | --- | --- | --- | --- | ----------------------------------------------- | ------------------------------------------------------------------------------------ |
| 2016 | À bout de rêves Capitol Records (UMG)      | — | — | CH4 (12 Wo.)CH | FR1 ×3Dreifachplatin · (104 Wo.)FR | BEW1 Platin · (125 Wo.)BEW | Erstveröffentlichung: 8. Juli 2016              |                                                                                      |
| 2018 | Solune Capitol Records (UMG)               | — | — | CH8 (10 Wo.)CH | FR2 ×2Doppelplatin · (105 Wo.)FR | BEW1 Platin · (112 Wo.)BEW | Erstveröffentlichung: 26. Januar 2018           |                                                                                      |
| 2019 | VersuS Capitol Records (UMG)               | DE99 (1 Wo.)DE | — | CH6 (57 Wo.)CH | FR1 ×2Doppeldiamant · (156 Wo.)FR | BEW1 Platin · (275 Wo.)BEW | Erstveröffentlichung: 23. August 2019 mit Vitaa |                                                                                      |
| 2020 | VersuS – Chapitre II Capitol Records (UMG) | — | — | CH16 (17 Wo.)CH[FR: ↑][BEW: ↑] | FR1 ×2Doppeldiamant · (156 Wo.)FR | BEW1 Platin · (275 Wo.)BEW | Erstveröffentlichung: 2. Oktober 2020 mit Vitaa |                                                                                      |
| 2022 | Chroniques d’un cupidon Noé Music          | — | — | CH6 (11 Wo.)CH | FR1 ×2Doppelplatin · (123 Wo.)FR | BEW1 Platin · (119 Wo.)BEW | Erstveröffentlichung: 1. September 2022         |                                                                                      |
| 2024 | Essentiels Capitol Records (UMG)           | — | — | CH16 (3 Wo.)CH | FR1 Platin · (… Wo.)FR | BEW3 (… Wo.)BEW | Erstveröffentlichung: 9. Mai 2024 Kompilation   |                                                                                      |

### Singles
| Jahr | Titel Album                                        | Höchstplatzierung, Gesamtwochen, AuszeichnungChartplatzierungen (Jahr, Titel, Album, Platzierungen, Wochen, Auszeichnungen, Anmerkungen) | Höchstplatzierung, Gesamtwochen, AuszeichnungChartplatzierungen (Jahr, Titel, Album, Platzierungen, Wochen, Auszeichnungen, Anmerkungen) | Höchstplatzierung, Gesamtwochen, AuszeichnungChartplatzierungen (Jahr, Titel, Album, Platzierungen, Wochen, Auszeichnungen, Anmerkungen) | Höchstplatzierung, Gesamtwochen, AuszeichnungChartplatzierungen (Jahr, Titel, Album, Platzierungen, Wochen, Auszeichnungen, Anmerkungen) | Höchstplatzierung, Gesamtwochen, AuszeichnungChartplatzierungen (Jahr, Titel, Album, Platzierungen, Wochen, Auszeichnungen, Anmerkungen) | Anmerkungen                                             |
| Jahr | Titel Album                                        | DE | AT | CH | FR | BEW | Anmerkungen                                             |
| --- | -------------------------------------------------- | --- | --- | --- | --- | --- | ------------------------------------------------------- |
| 2014 | À fleur de toi À bout de rêves                     | — | — | — | FR12 Platin · (14 Wo.)FR | BEW— GoldBEW | Erstveröffentlichung: 15. November 2014                 |
| 2015 | Le vide À bout de rêves                            | — | — | — | FR68 (3 Wo.)FR | BEW— GoldBEW | Erstveröffentlichung: 14. November 2015                 |
| 2016 | Paname À bout de rêves                             | — | — | — | FR10 Platin · (36 Wo.)FR | BEW— ×2DoppelplatinBEW | Erstveröffentlichung: 20. Mai 2016                      |
| 2016 | Adieu À bout de rêves                              | — | — | — | FR75 Gold · (15 Wo.)FR | BEW— PlatinBEW | Erstveröffentlichung: 8. August 2016                    |
| 2016 | La famille ça va bien! À bout de rêves (réédition) | — | — | — | FR139 (1 Wo.)FR | — | Erstveröffentlichung: 21. Oktober 2016                  |
| 2016 | Abîmée À bout de rêves (réédition)                 | — | — | — | FR37 Gold · (9 Wo.)FR | BEW8 (24 Wo.)BEW | Erstveröffentlichung: 2. Dezember 2016 mit Léa Castel   |
| 2017 | Frérot À bout de rêves                             | — | — | — | FR163 (2 Wo.)FR | BEW— GoldBEW | Erstveröffentlichung: 16. Januar 2017                   |
| 2017 | J’en suis là Solune                                | — | — | — | FR195 (1 Wo.)FR | BEW— GoldBEW | Erstveröffentlichung: 9. Juni 2017                      |
| 2017 | Viens on s’aime Solune                             | — | — | — | FR103 Diamant · (23 Wo.)FR | BEW10 ×2Doppelplatin · (29 Wo.)BEW | Erstveröffentlichung: 22. September 2017                |
| 2018 | Luna Solune                                        | — | — | — | — | BEW10 Gold · (19 Wo.)BEW | Erstveröffentlichung: 30. März 2018 feat. Boostee       |
| 2018 | Je te le donne Solune (réédition)                  | — | — | — | FR12 Diamant · (41 Wo.)FR | BEW3 (24 Wo.)BEW | Erstveröffentlichung: 24. August 2018 mit Vitaa         |
| 2019 | Nous deux Solune (réédition)                       | — | — | — | FR— GoldFR | BEW13 ×2Doppelplatin · (12 Wo.)BEW | Erstveröffentlichung: 11. Januar 2019                   |
| 2019 | Versus VersuS                                      | — | — | — | FR159 Gold · (1 Wo.)FR | BEW35 Platin · (2 Wo.)BEW | Erstveröffentlichung: 29. April 2019 mit Vitaa          |
| 2019 | Ça va ça vient VersuS                              | — | — | — | FR42 Diamant · (49 Wo.)FR | BEW4 Platin · (22 Wo.)BEW | Erstveröffentlichung: 21. Juni 2019 mit Vitaa           |
| 2019 | XY VersuS                                          | — | — | — | FR182 Platin · (1 Wo.)FR | BEW47 (2 Wo.)BEW | Erstveröffentlichung: 2. August 2019 mit Vitaa          |
| 2019 | Avant toi VersuS                                   | — | — | CH45 (17 Wo.)CH | FR11 Diamant · (77 Wo.)FR | BEW2 ×2Doppelplatin · (19 Wo.)BEW | Erstveröffentlichung: 15. November 2019 mit Vitaa       |
| 2020 | Pas beaux VersuS                                   | — | — | — | FR112 Gold · (1 Wo.)FR | BEW5 Gold · (13 Wo.)BEW | Erstveröffentlichung: 3. April 2020 mit Vitaa           |
| 2020 | Ça ira Versus                                      | — | — | — | FR178 Gold · (5 Wo.)FR | BEW20 (8 Wo.)BEW | Erstveröffentlichung: 14. August 2020 mit Vitaa         |
| 2020 | De l’or VersuS – Chapitre II                       | — | — | — | FR109 Platin · (14 Wo.)FR | BEW8 (17 Wo.)BEW | Erstveröffentlichung: 11. Dezember 2020 mit Vitaa       |
| 2021 | Belle Les Vestiges du Fléau                        | — | — | — | FR36 Platin · (20 Wo.)FR | — | Erstveröffentlichung: 5. April 2021 mit Gims & Dadju    |
| 2021 | Y’a rien Noyé: Vague à l’âme                       | — | — | — | FR103 (1 Wo.)FR | — | Erstveröffentlichung: 29. Oktober 2021 mit Hatik        |
| 2022 | La recette Chroniques d’un cupidon                 | — | — | — | FR39 Diamant · (35 Wo.)FR | BEW7 (24 Wo.)BEW | Erstveröffentlichung: 20. Mai 2022                      |
| 2022 | Chez toi Chroniques d’un cupidon                   | — | — | — | FR110 Platin · (18 Wo.)FR | BEW19 (22 Wo.)BEW | Erstveröffentlichung: 31. August 2022 mit Claudio Capéo |
| 2022 | Des milliers de je t’aime Chroniques d’un cupidon  | — | — | — | FR30 Diamant · (100 Wo.)FR | BEW7 (23 Wo.)BEW | Erstveröffentlichung: 28. Oktober 2022                  |
| 2023 | Mon amour Essentiels                               | DE— aDE | AT45 (1 Wo.)AT | CH3 (6 Wo.)CH | FR2 Diamant · (58 Wo.)FR | BEW4 ×2Doppelplatin · (28 Wo.)BEW | Erstveröffentlichung: 8. November 2023                  |
| 2024 | Résister (What about Peace?) –                     | — | — | — | FR161 Gold · (7 Wo.)FR | BEW46 (4 Wo.)BEW | Erstveröffentlichung: 13. Juni 2024                     |
| Folgende Lieder erschienen nicht als Single, wurden aber durch das Album zum Download und Streaming bereitgestellt und konnten somit eine Platzierung erlangen: |                                                    | | | | | |                                                         |
| |                                                    | | | | | |                                                         |
| 2016 | Je serai là À bout de rêves                        | — | — | — | FR120 (1 Wo.)FR | — |                                                         |
| 2016 | Tu m’aimes bien À bout de rêves                    | — | — | — | FR184 (1 Wo.)FR | — | mit Annabelle                                           |
| 2016 | Chez Laurette Michel Delpech – J’étais un ange     | — | — | — | FR137 (1 Wo.)FR | — | Original: Michel Delpech                                |
| 2016 | On n’oublie pas À bout de rêves (réédition)        | — | — | — | FR192 (1 Wo.)FR | — | Liveaufnahme                                            |

### Als Gastmusiker
| Jahr | Titel Album                      | Höchstplatzierung, Gesamtwochen, AuszeichnungChartplatzierungen (Jahr, Titel, Album, Platzierungen, Wochen, Auszeichnungen, Anmerkungen) | Höchstplatzierung, Gesamtwochen, AuszeichnungChartplatzierungen (Jahr, Titel, Album, Platzierungen, Wochen, Auszeichnungen, Anmerkungen) | Höchstplatzierung, Gesamtwochen, AuszeichnungChartplatzierungen (Jahr, Titel, Album, Platzierungen, Wochen, Auszeichnungen, Anmerkungen) | Höchstplatzierung, Gesamtwochen, AuszeichnungChartplatzierungen (Jahr, Titel, Album, Platzierungen, Wochen, Auszeichnungen, Anmerkungen) | Höchstplatzierung, Gesamtwochen, AuszeichnungChartplatzierungen (Jahr, Titel, Album, Platzierungen, Wochen, Auszeichnungen, Anmerkungen) | Anmerkungen                                                                          |
| Jahr | Titel Album                      | DE | AT | CH | FR | BEW | Anmerkungen                                                                          |
| ---- | -------------------------------- | --- | --- | --- | --- | --- | ------------------------------------------------------------------------------------ |
| 2018 | Bella ciao –                     | — | — | CH41 (11 Wo.)CH | FR2 Diamant · (36 Wo.)FR | BEW13 (9 Wo.)BEW | Erstveröffentlichung: 1. Juni 2018 Naestro feat. Maître Gims, Vitaa, Dadju & Slimane |
| 2019 | Les choses simples Nouvelle page | — | — | — | FR183 Platin · (1 Wo.)FR | BEW8 (17 Wo.)BEW | Erstveröffentlichung: 15. März 2019 Jenifer feat. Slimane                            |

### Boxsets
| Jahr | Titel                    | Höchstplatzierung, Gesamtwochen, AuszeichnungChartplatzierungen (Jahr, Titel, Platzierungen, Wochen, Auszeichnungen, Anmerkungen) | Höchstplatzierung, Gesamtwochen, AuszeichnungChartplatzierungen (Jahr, Titel, Platzierungen, Wochen, Auszeichnungen, Anmerkungen) | Höchstplatzierung, Gesamtwochen, AuszeichnungChartplatzierungen (Jahr, Titel, Platzierungen, Wochen, Auszeichnungen, Anmerkungen) | Höchstplatzierung, Gesamtwochen, AuszeichnungChartplatzierungen (Jahr, Titel, Platzierungen, Wochen, Auszeichnungen, Anmerkungen) | Höchstplatzierung, Gesamtwochen, AuszeichnungChartplatzierungen (Jahr, Titel, Platzierungen, Wochen, Auszeichnungen, Anmerkungen) | Anmerkungen                          |
| Jahr | Titel                    | DE | AT | CH | FR | BEW | Anmerkungen                          |
| ---- | ------------------------ | --- | --- | --- | --- | --- | ------------------------------------ |
| 2019 | À bout de rêves / Solune | — | — | — | FR130 (10 Wo.)FR | — | Erstveröffentlichung: 9. August 2019 |

## Auszeichnungen für Musikverkäufe
| Goldene Schallplatte - Frankreich - 2023: für das Lied Fais comme ça - 2025: für das Lied Ne me laisse pas | Platin-Schallplatte - Griechenland - 2025: für die Single Mon amour |

Anmerkung: Auszeichnungen in Ländern aus den Charttabellen bzw. Chartboxen sind in ebendiesen zu finden.
| Land/RegionAuszeichnungen für Musikverkäufe (Land/Region, Auszeichnungen, Verkäufe, Quellen) | Gold       | Platin       | Diamant       | Verkäufe  | Quellen         |
| -------------------------------------------------------------------------------------------- | ---------- | ------------ | ------------- | --------- | --------------- |
| Belgien (BRMA)                                                                               | 6× Gold6   | 17× Platin17 | —             | 435.000   | ultratop.be     |
| Frankreich (SNEP)                                                                            | 9× Gold9   | 15× Platin15 | 10× Diamant10 | 6.666.663 | snepmusique.com |
| Griechenland (IFPI)                                                                          | —          | Platin1      | —             | 20.000    | Einzelnachweise |
| Insgesamt                                                                                    | 15× Gold15 | 33× Platin33 | 10× Diamant10 |           |                 |